# Iglesia de Nuestra Señora de los Dolores (San Javier)
La Parroquia Nuestra señora de los Remedios es un templo católico español que se encuentra ubicado en la urbanización Señorío de Roda, perteneciente a San Javier (Murcia). Se inició su construcción a principios del siglo XVII, finalizando las obras ya iniciado el siglo XVIII. Es de estilo barroco, sus trazas se deben al arquitecto Jaime Bort y Meliá, que también diseñó la fachada principal de la Catedral de Murcia y del Santuario de la Fuensanta, entre otros.